# Thomas Aubert
Thomas Aubert was een ontdekkingsreiziger uit Dieppe in Frankrijk, die in 1508  in opdracht van de scheepsreder Jean Ango de kusten van de Saint Lawrencebaai bij het huidige Canada verkende.
Volgens de annalen van die tijd bracht hij zeven indianen mee terug van zijn reis, die hij in Frankrijk tentoonstelde. Hun kostuums, wapens en kano's trokken veel belangstelling in Rouen, waar ze ook met veel vertoon gedoopt werden. Hiermee begon de belangstelling van de Franse kerk om missie te bedrijven in de Nieuwe Wereld. De Franse koning was meer geïnteresseerd in de economische mogelijkheden, maar gebruikte de zendingsaspecten als rechtvaardiging.